# Augustus Welby Pugin

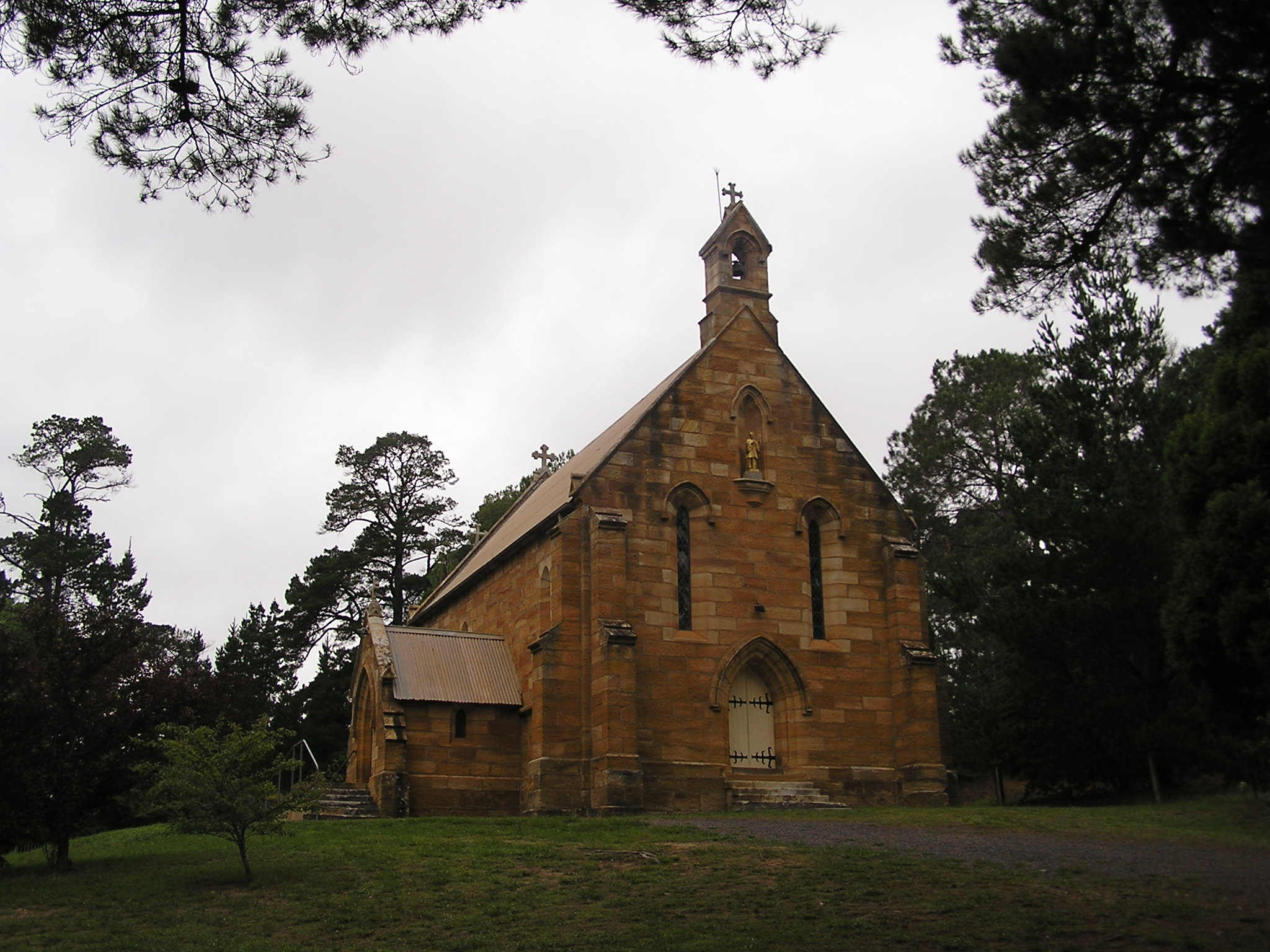
Kyrkan St Francis Xavier i Berrima, New South Wales, ritad av Pugin.

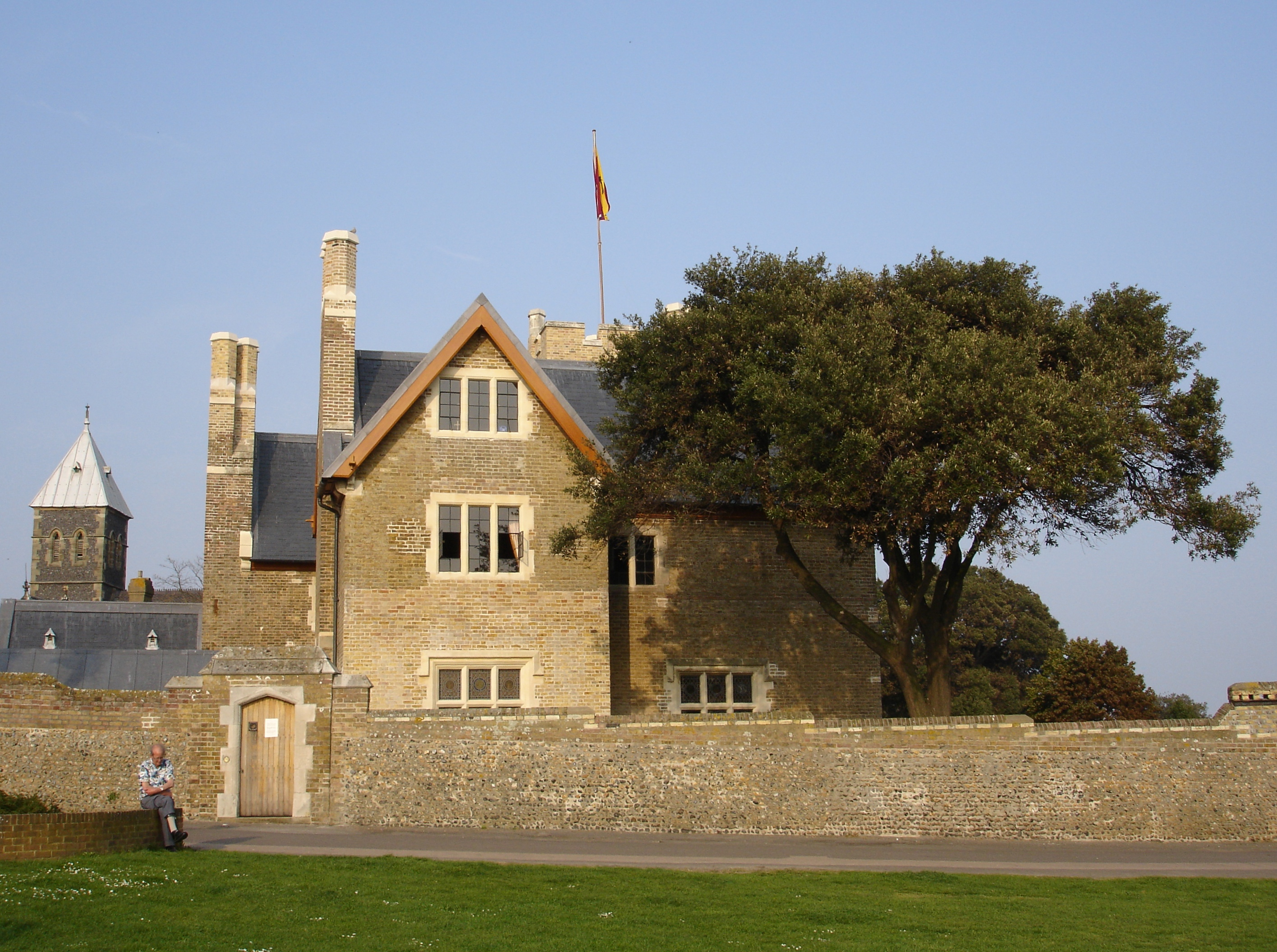
The Grange i Ramsgate ritade Pugin åt sig själv.

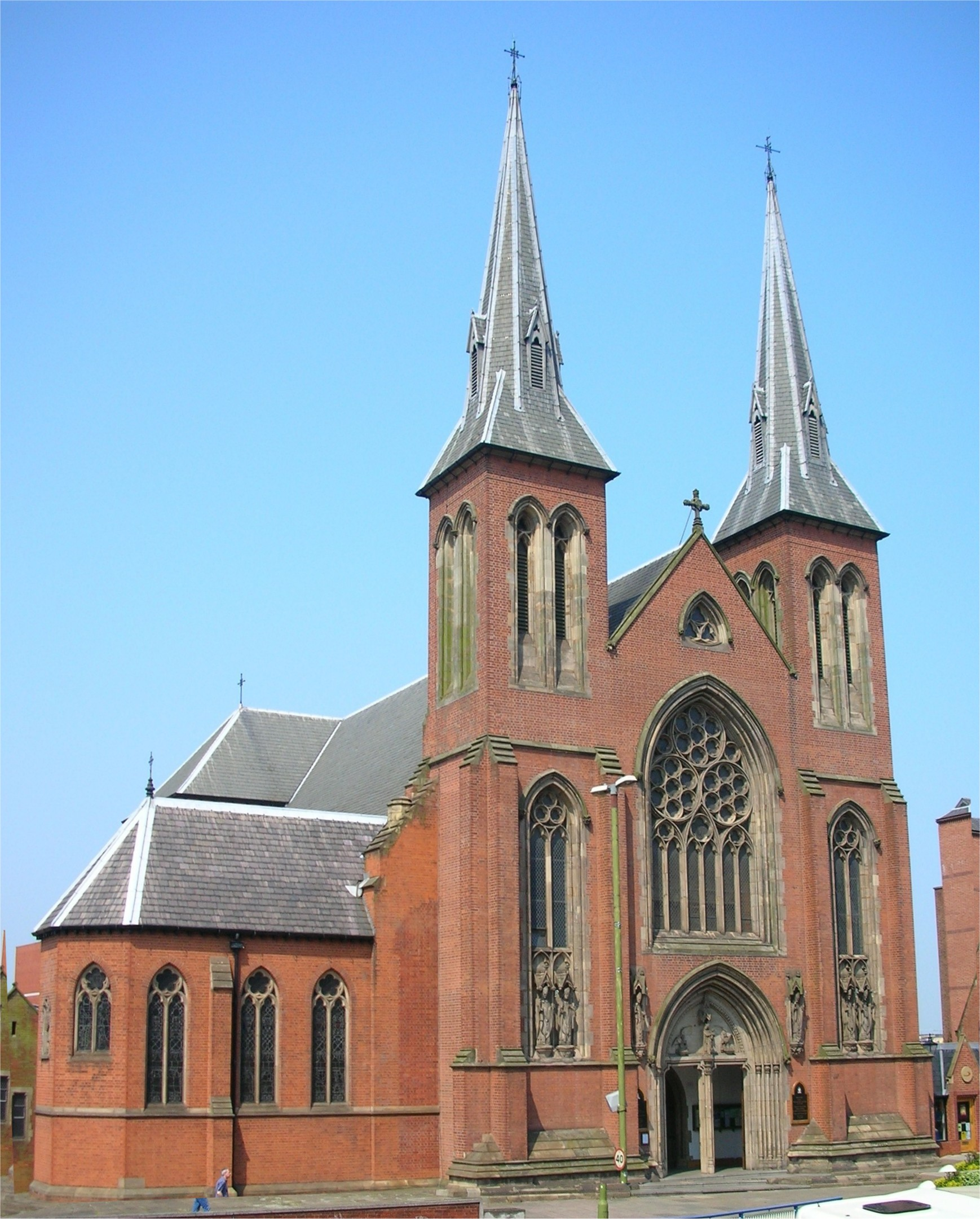
St Chad's Cathedral i Birmingham.

Augustus Welby Northmore Pugin, född 1 mars 1812 i Bloomsbury, London, död 14 september 1852 i Ramsgate, Kent, var en engelsk arkitekt och arkitekturteoretiker, förespråkare för en medeltidsinspirerad nygotisk arkitektur. Han var son till Auguste Pugin och far till Edward Welby Pugin. 
Pugins far var en fransk arkitekt och tecknare som lärde sonen att teckna av gotiska kyrkor och arkitekturdetaljer. Pugin som konverterade till katolicismen kom att hävda gotiken som den enda sanna och rena kristna arkitekturen, särskilt lämpad för kyrkor. Han föraktade den klassiska arkitekturen som han menade var hednisk. Han skrev flera böcker i ämnet och hans betydelse sträcker sig därför längre än de byggnader han ritade genom att hans idéer och arkitekturtänkande spreds över världen. Bland dem han inspirerade märks John Ruskin och William Morris. Pugins tanke att varje detalj skulle ha ett särskilt syfte och att det inte får finnas något i en byggnad som inte är passande eller praktiskt motiverat och att all utsmyckning och ornamentik skall ha till uppgift att framhäva den bärande konstruktionen var idéer som gärna lyftes fram av funktionalisterna under 1900-talet.
Som arkitekt är Pugin främst känd för sin medverkan vid bygget av Houses of Parliament i London (med Charles Barry). Kyrkan St Giles i Cheadle i Staffordshire är ett gott exempel på en av de omkring 40 kyrkor han utformade i England. En annan kyrka han ritade var St Chad's Cathedral i Birmingham.
Pugin kallades för "den engelske Viollet-le-Duc".

## Skrifter
- Contrasts (1836)
- True Principles of Pointed or Christian Architecture (1841)
- Glossary of ecclesiastical ornament and costume (1844)